# پراوتشیتسه
پراوتشیتسه (به چکی: Pravčice) یک منطقهٔ مسکونی در جمهوری چک است که در ناحیه کرومیریژ واقع شده‌است. پراوتشیتسه ۶٫۹۹ کیلومتر مربع مساحت و ۷۰۳ نفر جمعیت دارد و ۱۹۳ متر بالاتر از سطح دریا واقع شده‌است.